# Мирошниченко, Людвиг Николаевич
Людвиг Николаевич Мирошниченко — народный депутат Украины 3 созыва.

## Биография
Родился 25.12.1937 (г. Мариуполь, Донецкая область); украинец; жена Лидия Ивановна (1941); дочь Тереза (1963); сын Марк (1976).
Образование среднее общее, металлург.
Народный депутат Украины с 04.1994 (2-й тур) до 04.1998, Мариупольско-Ильичевский выборный округ № 136, Донецкой области, выдвинут избирателями.
На время выборов: заместитель председателя совета арендаторов Металлургического комбината имени Ильича, беспартийный. Член депутатской фракции «Социально-рыночный выбор». Член Комитета по вопросам базовых отраслей и социально-экономического развития регионов.
- 1956-1959 — служба в армии.
- С 1959 — подручный резчика металла ЛПЦ-4500, в 1960-1993 гг. — оператор, вальцовщик листопрокатного цеха 170, Мариупольский металлургического завода имени Ильича. Затем — заместитель председателя совета арендаторов АП «Мариупольский металлургический комбинат имени Ильича».

## Награды
Награждён орденами Ленина, Октябрьской революции, Трудового Красного Знамени.
Заслуженный металлург Украины (с июля 1997).